# Corretivo líquido

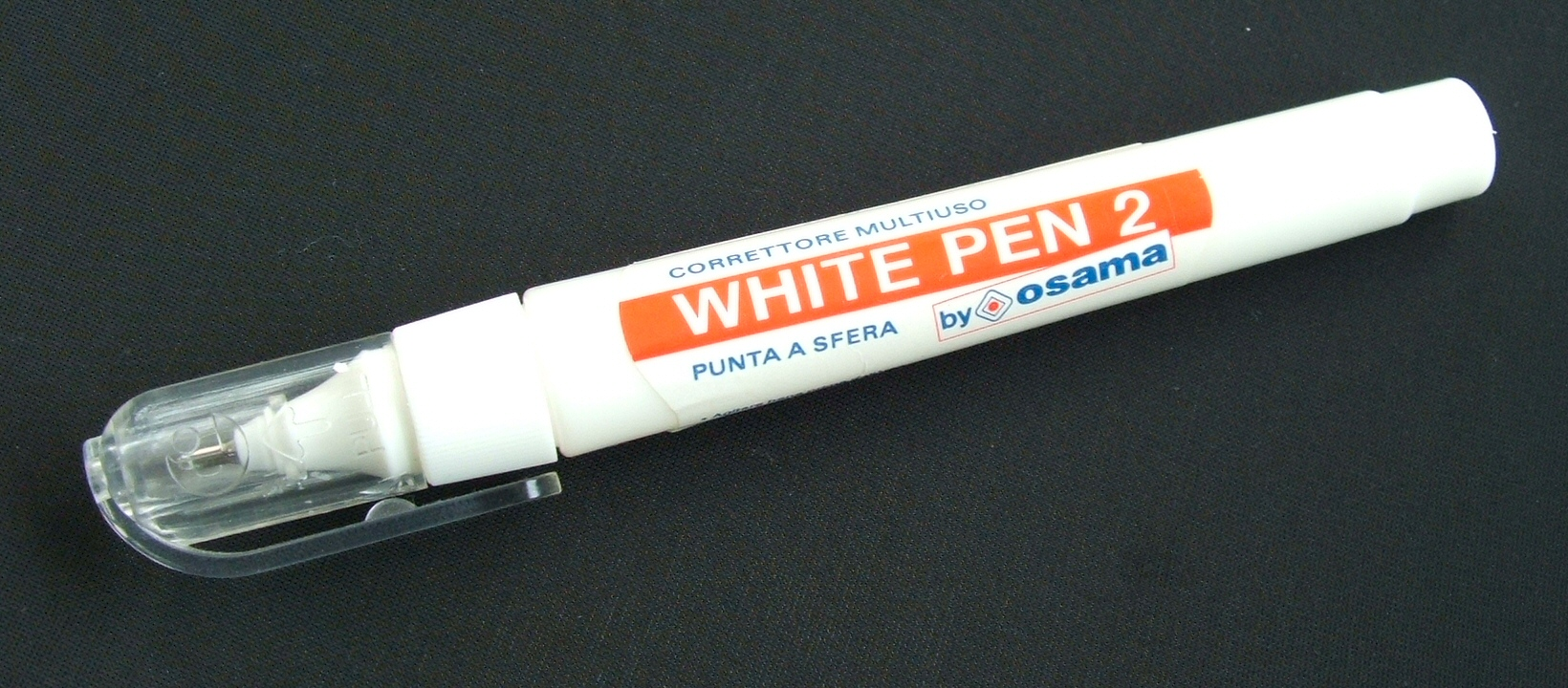

Corretivo líquido (português brasileiro) ou corretor líquido (português europeu) é um material escolar usado por muitos alunos para esconder erros passados ou escritos a tinta, geralmente adaptados para o papel. Também existe a fita corretiva. O corretivo pode ser encontrado em minipote, caneta ou em fita. O corretivo dura em média 3 meses e começa a endurecer (no caso do minipote). A composição básica do corretivo é: óxido de titânio (responsável pela cor branca na maioria das tintas), água (solvente), etanol (solvente, contribui para que a secagem seja rápida), polímero (para dar consistência) e dispersantes (para manter a mistura uniforme).

## História
Em 1951, a secretária norte-americana, Bette Nesmith Graham, não gostava quando tinha que corrigir com um lápis-borracha os seus erros, pois borrava toda a folha e tinha que datilografar tudo novamente. Observando pintores que reformavam seu escritório, ela teve a ideia de produzir uma tinta branca à base de água que pudesse ser usada na correção dos seus trabalhos datilografados. Usando como laboratório e fábrica a garagem e a cozinha de sua casa, Bette foi de pouco a pouco desenvolvendo um produto que foi se tornando bastante popular. Em 1956 ela batizou-o com o nome de "Mistake Out" e ofereceu à IBM, que recusou. Em 1978 sua firma empregava 200 pessoas e fabricava 25 milhões de unidades de Corretivo, distribuídas em 31 países. Em 1979 Bette Graham vendeu a companhia para a Gillette Corporation por 47,8 milhões de dólares. Bette Graham era também a mãe de Michael Nesmith, da banda The Monkees. O corretivo é composto por uma mistura. Mistura: é uma porção de matéria que corresponde à adição de duas ou mais substâncias puras. Nesta composição há a mistura de dióxido de titânio, água que é um solvente, solvente é o líquido que vai dissolver o soluto que é o que vai ser dissolvido, etanol que também é um solvente, polímero e os dispersantes.